# ادوین اندره
ادوین اندره (انگلیسی: Edvin Endre؛ زادهٔ ۱ ژوئیهٔ ۱۹۹۴) بازیگر اهل سوئد است.
از فیلم‌ها یا مجموعه‌های تلویزیونی که وی در آن‌ها نقش داشته است، می‌توان به وایکینگ‌ها اشاره نمود.